# 파테-313

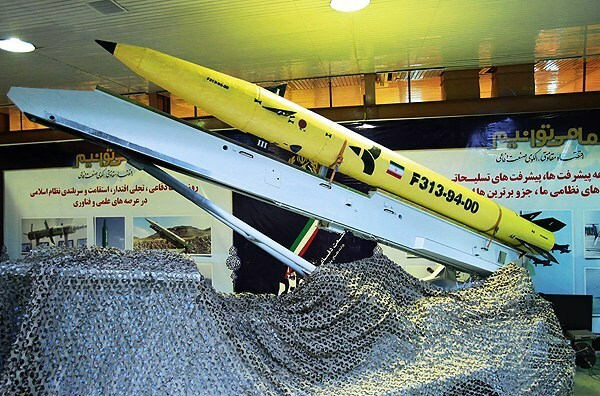

파테-313은 이란이 개발한 사거리 500 km 1단 고체연료 지대지 탄도 미사일이다.

## 역사
2015년 8월 21일 파테-313의 존재가 알려졌다.
북한에도 수출했다는 사거리 300 km 1단 고체연료 파테-110를 개량한 것이다. 파테-313이 북한에 수출되었다는 뉴스는 아직 없다. 그러나 2016년 북한이 자주 지대지 탄도 미사일을 사거리 500 km로 시험발사를 하고 있다.
외양은 스커드 미사일, 노동 미사일과 매우 달라서, 쉽게 구별이 가능하다.
4세대 파테-110과 동일한 정밀유도가 가능한 스마트 무기이다. 탄두중량 500 kg이며, 이동식 차량에서 발사된다.

## 같이 보기
- 2020년 이란의 이라크 주둔 미군 공격